# Пенстемон кустарниковый
Пенстемон кустарниковый (лат. Penstemon fruticosus) — небольшой полувечнозелёный кустарник, вид рода Пенстемон (Penstemon) семейства Подорожниковые, произрастающий в западной части Северной Америки.

## Ботаническое описание
Penstemon fruticosus — раскидистый полувечнозелёный кустарник до 40 см высотой. Парные листья тёмно-зелёные, некоторые из них осенью становятся красноватыми, прежде чем опасть. Кустистое растение обычно намного больше в ширину, чем в высоту. Цветки трубчатые розовые, бледно-лиловые или пурпурные собраны в густые узкие гроздья на концах стебля. Трубчатые цветки простираются горизонтально короткими шиповидными гроздьями.

## Распространение и местообитание
Penstemon fruticosus встречается от Орегона и Британской Колумбии и на восток от Скалистых гор до Вайоминга, Монтаны и Альберты. Произрастает на открытых, скалистых или лесистых местах у подножия гор и на возвышенностях. Растёт ниспадающими каскадами по берегам ручьёв и между скалами, привлекает бабочек и колибри.